# CSM București (kvindehåndbold)
 For alternative betydninger, se CSM București. (Se også artikler, som begynder med CSM București)
Clubul Sportiv Muncipal București er en rumænsk håndboldklub fra Bukarest, Rumænien, med både herrer og kvindehold. Klubben blev etableret i 2007 og ledes af præsidenten Bognan Vasiliu. Hjemmekampene bliver spillet i Sala Polivalentă, hvor der er plads til 5.300 mennesker. Danskere som Mette Klit, Kim Rasmussen, Jakob Vestergaard og Helle Thomsen har været trænere i klubben, foruden Maria Fisker, Line Myers og Simone Böhme som spillere.
CSM București etablerede sig som en stor klub i både rumænsk- og europæisk håndbold i slutningen af 2010'erne og vandt EHF Champions League i sin debutsæson 2015-16 og nåede til Final 4-stævnet, i alt tre gange. Denne succes blev gentaget i ligaen, hvor klubben vandt vandt den rumænske liga fire år i træk..
Den officielle CSM-maskot er en "tiger". CSM București er en af de mest støttede håndboldklubber i Rumænien.

## Resultater
- Liga Națională
  -  Vinder: 2014-15, 2015-16, 2016-17, 2017-18, 2020–21, 2022–23, 2023–24
  -  Sølv: 2019, 2022
  -  Bronze: 2011
- Cupa României
  -  Vinder: 2016, 2017, 2018, 2019, 2022, 2023, 2024
  -  Finalist: 2015, 2020, 2021
- Supercupa României
  -  Vinder: 2016, 2017, 2019, 2022, 2023
  -  Finalist: 2015, 2018, 2020, 2021

### Europæiske resultater
- EHF Champions League
  -  Vinder: 2015–16
  -  Bronze: 2016–17, 2017–18

### Andre turneringer
- Bucharest Trophy
  -  Vinder:  2014, 2015

## Spillertruppen 2024/25
| Nr. | Navn                    | Nationalitet | Alder                      | Position     |
| --- | ----------------------- | ------------ | -------------------------- | ------------ |
| 1   | Gabriela Moreschi       | Brasilien    | 8. juli 1994 (30 år)       | Målvogter    |
| 2   | Mihaela Mihai           | Rumænien     | 15. december 2004 (20 år)  | Højre fløj   |
| 3   | Emilie Hegh Arntzen     | Norge        | 1. januar 1994 (31 år)     | Venstre back |
| 4   | Alina Grijseels         | Tyskland     | 12. april 1996 (28 år)     | Playmaker    |
| 8   | Cristina Neagu          | Rumænien     | 26. august 1988 (36 år)    | Venstre back |
| 9   | Andreea Rotaru          | Rumænien     | 20. april 1994 (30 år)     | Playmaker    |
| 10  | Inger Smits             | Holland      | 17. september 1994 (30 år) | Venstre back |
| 14  | Đurđina Jauković        | Montenegro   | 24. februar 1997 (28 år)   | Venstre back |
| 15  | Emma Friis              | Danmark      | 31. oktober 1999 (25 år)   | Venstre fløj |
| 16  | Evelina Eriksson        | Sverige      | 20. august 1996 (28 år)    | Målvogter    |
| 21  | Alexandra Dindiligan    | Rumænien     | 16. februar 1997 (28 år)   | Venstre fløj |
| 25  | Trine Østergaard        | Danmark      | 17. oktober 1991 (33 år)   | Højre fløj   |
| 28  | Monika Kobylínska       | Polen        | 9. april 1995 (29 år)      | Højre back   |
| 30  | Noémi Pásztor           | Ungarn       | 2. april 1999 (25 år)      | Stregspiller |
| 49  | Andreea Ailincăi        | Rumænien     | 15. december 2003 (21 år)  | Stregspiller |
| 51  | Vilde Mortensen Ingstad | Norge        | 18. december 1994 (30 år)  | Stregspiller |
| 77  | Crina Pintea            | Rumænien     | 3. april 1990 (34 år)      | Stregspiller |
| 98  | Daciana Hosu            | Rumænien     | 16. januar 1998 (27 år)    | Målvogter    |

## Kvindepersonale
| Jobbeskrivelse   | Navn            |
| ---------------- | --------------- |
| Cheftræner       | Helle Thomsen   |
| Målvogtertræner  | Iulia Curea     |
| Kinesiotherapist | Aureliana Gurău |
| Doktor           | Florin Oancea   |

Sidst opdateret: 13. november
Kilde: 

## Kendte spillere
| - Cristina Vărzaru - Aurelia Brădeanu - Talida Tolnai - Patricia Vizitiu - Oana Manea - Mihaela Tivadar - Paula Ungureanu - Irina Glibko - Fernanda da Silva - Deonise Cavaleiro Fachinello - Ana Paula Rodrigues - Mayssa Pessoa - Kalidiatou Niakaté - Siraba Dembélé | - Jovanka Radičević - Majda Mehmedović - Barbara Lazović - Ekaterina Vetkova - Carmen Martín - Maria Fisker - Line Jørgensen - Marit Malm Frafjord - Amanda Kurtovic - Malin Aune - Nora Mørk - Isabelle Gulldén - Linnea Torstenson - Sabina Jacobsen - Nathalie Hagman |

### Trænere gennem tiden
| Periode                       | Trænere           |
| ----------------------------- | ----------------- |
| Juni 2007 — Februar 2014      | Vasile Mărgulescu |
| Februar 2014 — Februar 2014   | Lucian Ghiulai    |
| Februar 2014 — September 2015 | Mette Klit        |
| September 2015 — Maj 2016     | Kim Rasmussen     |
| Maj 2016 — November 2016      | Jakob Vestergaard |
| November 2016 — April 2017    | Aurelian Roșca    |
| April 2017 — Juni 2017        | Per Johansson     |
| Juni 2017 — Marts 2018        | Helle Thomsen     |
| Marts 2018 — Maj 2018         | Per Johansson     |
| Juli 2018 — Oktober 2018      | Magnus Johansson  |
| Oktober 2018 — Maj 2019       | Dragan Đukić      |
| Juli 2019 — Oktober 2019      | Tomas Ryde        |
| Oktober 2019–                 | Adrian Vasile     |